# Сесуе
Сесуе (ісп. Sesué) — муніципалітет в Іспанії, у складі автономної спільноти Арагон, у провінції Уеска. Населення — 121 особа (2009).
Муніципалітет розташований на відстані близько 420 км на північний схід від Мадрида, 90 км на північний схід від Уески.
На території муніципалітету розташовані такі населені пункти: (дані про населення за 2009 рік)
- Сесуе: 99 осіб
- Сос: 28 осіб

## Демографія
Динаміка населення (INE ):